# Városligeti-tó
A Városligeti-tó Budapesten, a Városligetben található mesterséges tó. Tavasztól télig csónakázásra használják, télen a tó medrének egy részén üzemel a Városligeti Műjégpálya. Felette áll az 1986-ben épült Zielinski híd, alatta pedig 1973 óta a Kisföldalatti fut.

## Földrajz
A Városligeti-tó egy hármas rendszerű, lebetonozott medrű mesterséges tó. Részei az Állatkert felőli Felső-tó, a Műjégpálya területe az Alsó-tó, és a Mocsár-szigetet körülölelő várárok. Területe kb. 6 ha. Mélysége 60–70 cm, vize fürdésre alkalmatlan. 1971 óta a Széchenyi gyógyfürdő elhasznált termálvize táplálja.

## Élővilág
A termálvíz miatt télen is meleg vízű tóban 50-60 féle trópusi, egzotikus hal, 4-5 teknős- és több rákfaj él, mert vannak, akik a tóba dobják megunt kedvenceiket. A tóból kikerült állatok invazív fajként veszélyeztetik az őshonos dunai faunát. A rákok a beton építmények alá fúrnak, a járataikon kifolyó víz pedig a Kisföldalatti alagútját és a Vajdahunyad vár pincerendszerét károsítja.

## Története
Mocsaras területből alakították ki, a 18. és 19. század fordulóján a csatornázások és földmunkák eredményeképp jött létre, majd 1863-ra újraszabályozták és három szigetet alakítottak ki rajta: a Mocsár-szigetet (ennek helyén a Széchenyi gyógyfürdő áll), a Drót-szigetet (itt magasodik a Vajdahunyad vára), valamint a Páva-szigetet, amely jelenlegi állapotában félsziget. Eredetileg a Rákos-patak mellékága táplálta. 1896-1971 között a patak vizének egy részét csővezetéken emelték át a tóba. A Vajdahunyad vára mögötti meder partján ma is látható a díszes kifolyó.
2013-ban - az Alsó-tó és az azon telente üzemelő Műjégpálya kivételével - a fővárostól a Városliget Zrt. vette át a tó gondozási feladatait. 
A cég a Liget Budapest projekt keretében tervezi a tó megújítását, vízfelületének növelését és az egykori Páva-sziget helyreállítását is. A műjégpálya területe pedig leválasztható lesz. Vízjátékot is terveznek a tóra, valamint a csónakázási lehetőség kiterjesztését a Vajdahunyad vára körüli területekre.
2022 áprilisában egy mérgezés miatt az összes hal elpusztult.

## Galéria

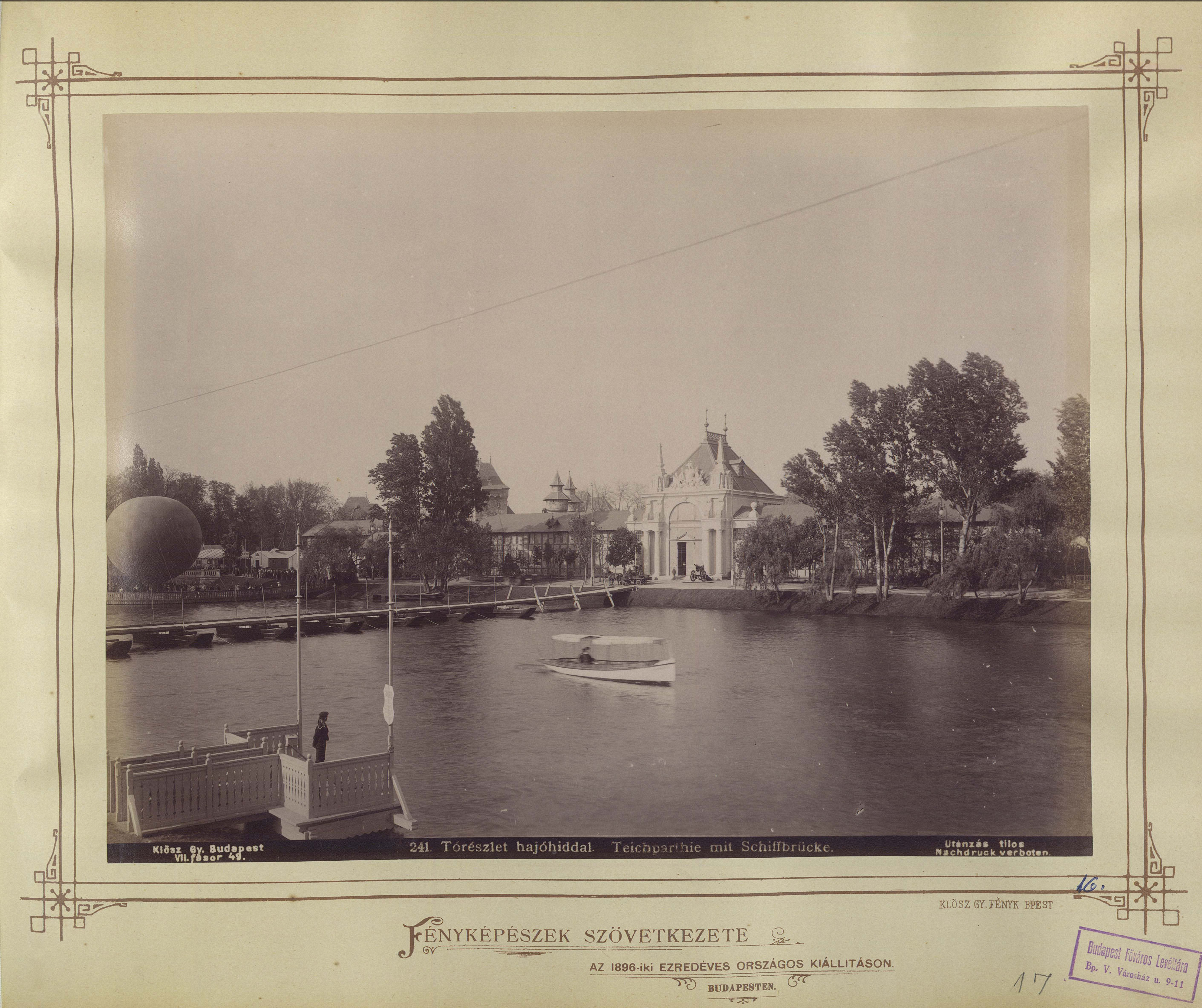
Ideiglenes híd a tavon 1896-ban
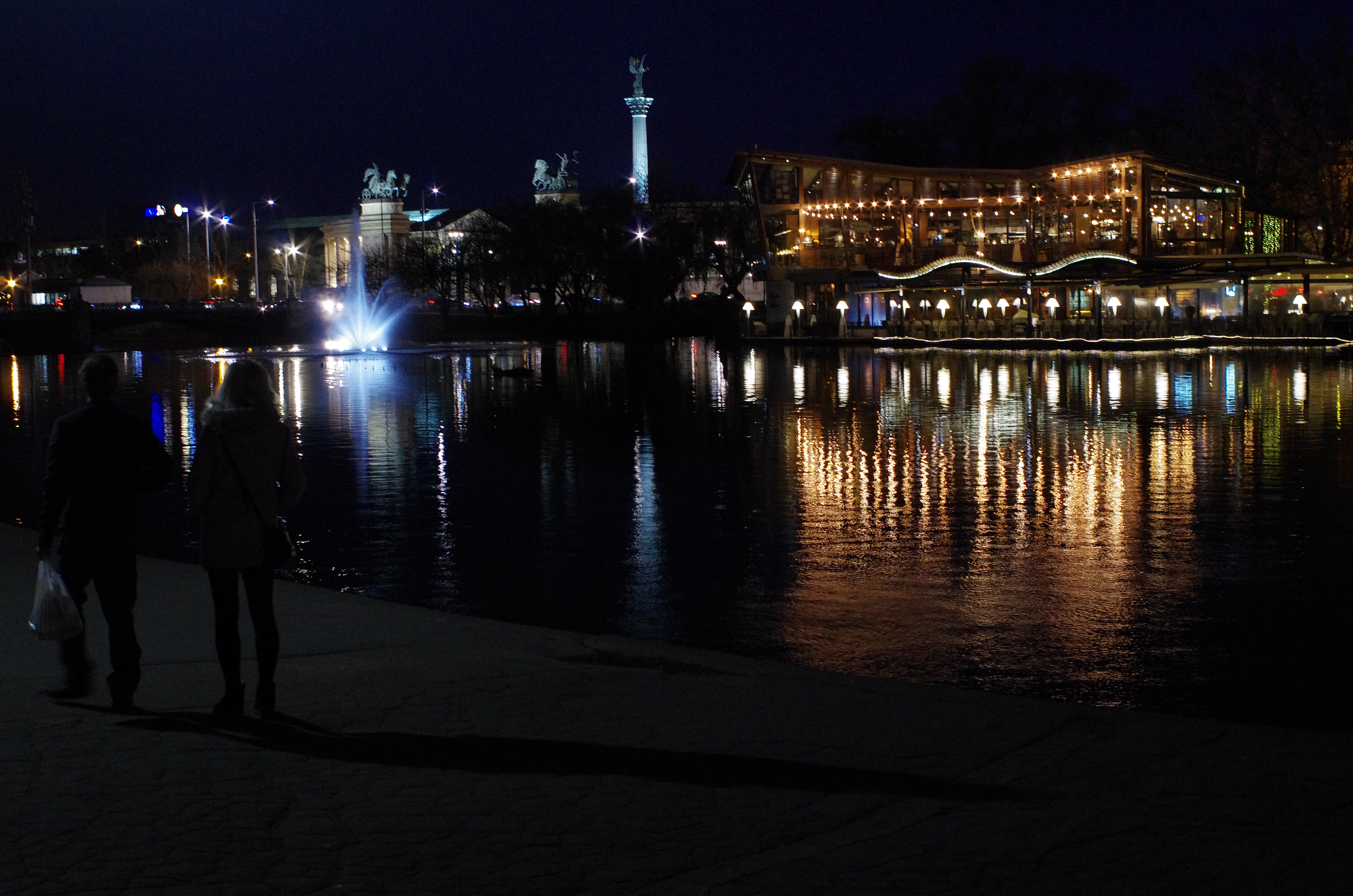
Éjszaka
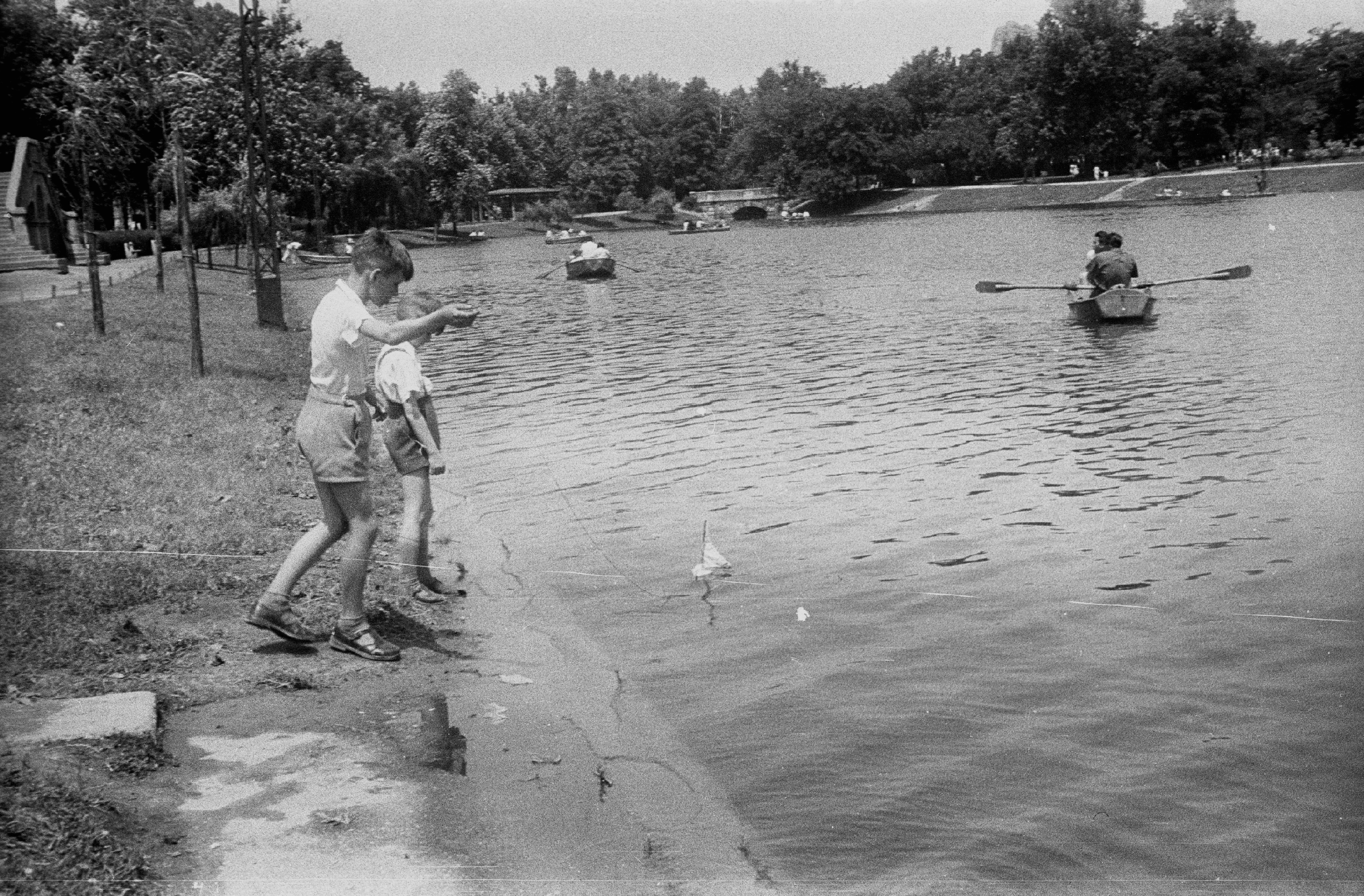
A tó 1956-ban
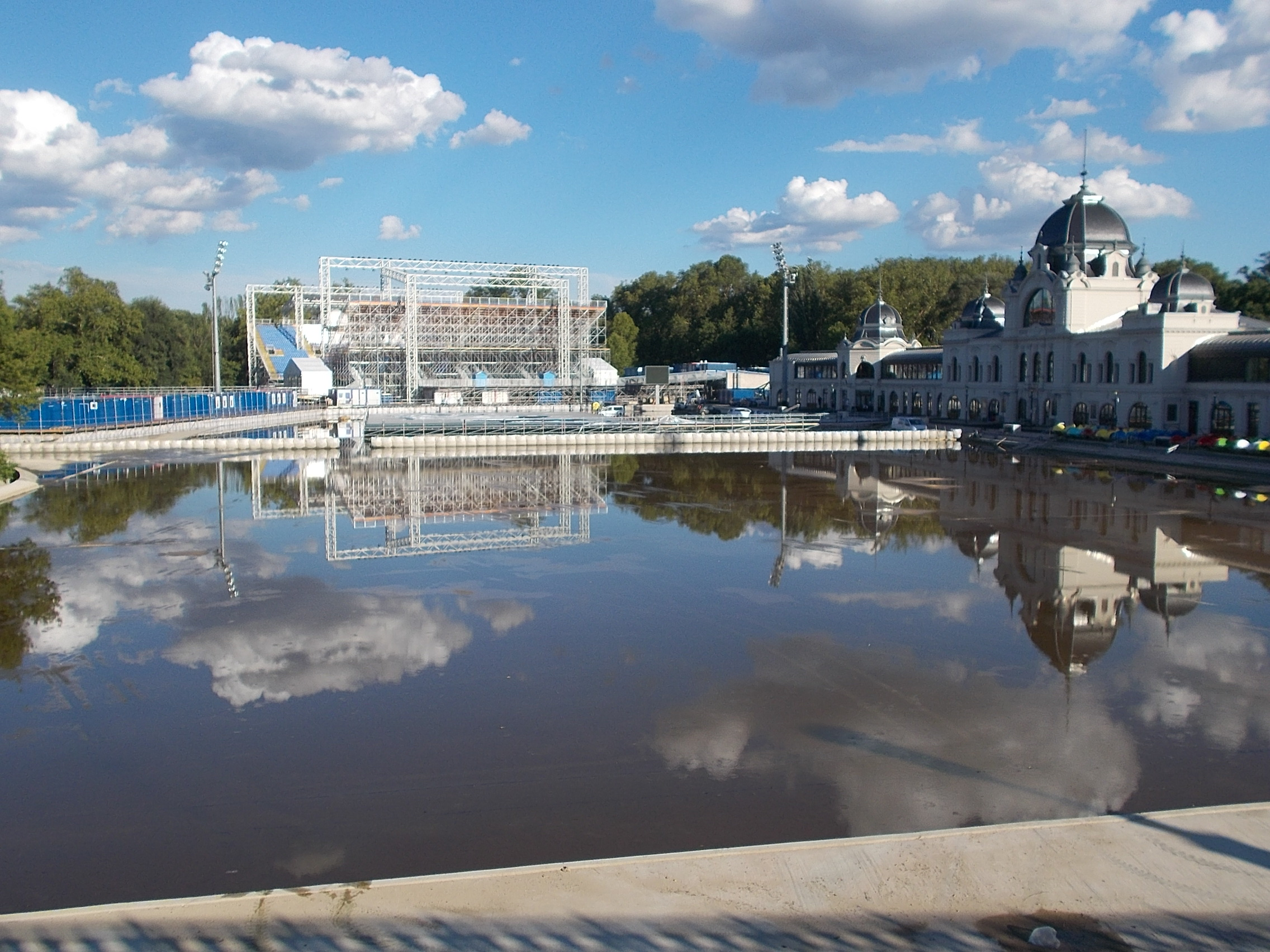
A tó 2017-ben, az úszó-világbajnokság egyik helyszíneként